# Koranna
Die Koranna (auch !Kora, Kora, !Korana oder Korana) waren bis in das 19. Jahrhundert eine Bevölkerungsgruppe im heutigen Südafrika. Sie stammen vor allem von den Khoikhoi ab und lebten in einem breiten Streifen von der Atlantikküste bis zum Siedlungsgebiet der Basotho nahe den Drakensbergen.

## Geschichte
Die Koranna lebten ursprünglich in der Region des heutigen Kapstadt. Durch die Ankunft weißer Siedler ab 1652 wurden sie vertrieben. Sie zogen nordostwärts, bis sie etwa 1750 am Oranje siedelten und sich teilweise mit Batswana vermischten. Sie sprachen den Khoikhoi-Dialekt Korana und lebten halbnomadisch als Viehzüchter, gelegentlich auch als Viehdiebe. Anfang des 19. Jahrhunderts nahm die Zahl ihrer Diebstähle zu, da es in ihrem Siedlungsgebiet zahlreiche durch die Notzeit der Mfecane wehrlos gemachte Basotho und Batswana gab. Sie konkurrierten teilweise mit den Griqua, die auch von Khoikhoi, aber auch anderen Ethnien abstammten. Als Oberhaupt fungierte ein Kaptein („Kapitän“), etwa Jan Bloem und Berend Bloem bei den am Vaal lebenden Koranna, die Springbok-Koranna genannt wurden. Andere Koranna lebten bei Clocolan in der heutigen Provinz Freistaat. Auch im Gebiet der heutigen Stadt Pofadder in der Provinz Nordkap lebten Koranna – die Stadt ist nach dem Koranna-Kaptein Klaas Pofadder benannt.
1834 wurde von der Berliner Missionsgesellschaft (BM) südwestlich von Bloemfontein die Missionsstation Bethanien für die Rechtshänder-Koranna eingerichtet. Die Griqua verlangten als Preis die Unterwerfung der Koranna. Immer wieder kam es zu Konflikten mit den Griqua. Auch wollten sich die Koranna mit ihrem halbnomadischen Lebenswandel nicht auf ein sesshaftes Dasein einlassen. Schließlich verließen die meisten Koranna 1846 unter ihrem Kaptein die Station Richtung Norden.
1845 gründete die BM die Missionsstation Pniel für die Springbok-Koranna am Vaal. In ihrer Nähe wurden ab 1867 Diamanten gefunden, so dass zahlreiche Weiße in das Gebiet kamen und die Station nur mit Mühe erhalten werden konnte. In den 1840er Jahren fanden Zwangsumsiedlungen von Koranna statt. Die Koranna erhoben vergeblich Ansprüche auf die Mission als ihr Eigentum. 1847 gründeten Missionare nördlich des Vaal die Station Sarou für die Linkschen Koranna, die aber schon 1854 von britischen Truppen zerstört wurde.
1868–1869 und 1878–1879 fanden die beiden – von den britischen Gegnern so genannten – „Koranna-Kriege“ am Nordrand der Kapkolonie statt. Der erste Koranna-Krieg wurde durch eine Dürre ausgelöst, so dass die Koranna Vieh der burischen Landwirte stahlen, um überleben zu können. Der Kapteins Piet Rooi und Jan Kivido führten die Koranna. Die Buren flohen südwärts. Im Parlament der britisch regierten Kapkolonie wurde der Northern Border Protection Act (etwa: „Gesetz zum Schutz der Nordgrenze“) verabschiedet. In Kenhardt richteten die Kolonialbehörden einen militärischen Stützpunkt ein. Auf Seiten der Briten wirkte der Koranna Cupido Pofadder. Obwohl zahlreiche Koranna von den Soldaten der Kapkolonie getötet wurden, gingen die Viehdiebstähle weiter. Rooi und Kivido wurden schließlich gefangen genommen. Am 26. Januar 1870 wurde ein Friedensvertrag geschlossen, der die Südgrenze des Korannagebiets auf den Oranje festlegte, allerdings ohne dessen strategisch wichtige Flussinseln. Die Nordgrenze blieb undefiniert. Koranna-Anführer wurden Pofadder in Koranna Land West und Klaas Lukas in Koranna Land East, während Rooi, Kivido und andere Anführer auf der Gefängnisinsel Robben Island inhaftiert wurden.
1877 kam es zur nächsten Dürre, so dass die Koranna erneut Vieh stahlen, da sie nicht nach Norden in die Kalahari-Wüste ausweichen konnten. Zugleich lehnten sich die Griqua in Griqualand West gegen die Kolonialbehörden auf. Die Koranna schlossen sich den Griqua an; die Briten legten erneut in Kenhardt einen Stützpunkt an. Griqua und Koranna besetzten Flussinseln im Oranje. Insgesamt waren es über 1000 Rebellen. Die Briten konnten lange keine nennenswerten Erfolge erzielen. Unter dem neuen Kommandeur McTaggert gelang es ihnen, rund 400 Gegner, jedoch keine Koranna-Anführer, gefangen zu nehmen. Zugleich griffen aufständische Buren und Nama (auch Bondelswarts) auf Seiten der Griqua und Koranna in den Kampf ein. Bei weiteren Vorstößen der Briten bis in die Kalahari wurden aber fast alle Koranna-Kämpfer gefangen genommen. Pofadder selbst wurde bei Kakamas gestellt. Das Gebiet wurde in Baster Land umbenannt und von Baster-Farmern besiedelt. 1883 wurden die überlebenden vormaligen Kapteins unter Auflagen freigelassen, konnten aber keine Führungsrolle mehr übernehmen. Die Koranna hatten damit ihre ethnische Identität verloren.
Der Asteroid (1505) Koranna wurde 1939 nach den Koranna benannt. Südafrikanische Städte wie Kakamas, Prieska und Keimoes tragen Koranna-Namen. In der Zeit der Apartheid galten die Nachfahren der Koranna als Coloureds. Seit dem Ende der Apartheid gibt es Bestrebungen, die Koranna als Volksgruppe anzuerkennen.